# Stadio municipale Ob Jezeru
Lo stadio municipale Ob Jezeru (in sloveno Mestni Stadion Ob Jezeru, "stadio municipale presso il lago") è un impianto sportivo multiuso situato a Velenje, in Slovenia.
La struttura integra un campo da calcio con superficie in erba naturale, impiegato principalmente terreno di gioco della squadra di calcio del Rudar Velenje nelle partite interne, un secondo con superficie in erba sintetica, utilizzato dalla squadra di calcio femminile del Rudar Škale, nonché piste di atletica leggera sulle quali in estate, con cadenza annuale, si disputa una competizione internazionale.
Completata nel 1955, la struttura, che ha una capacità complessiva di 2 500 spettatori dei quali 2 341 a sedere, ha ricevuto un primo ampliamento nel 1992, con la realizzazione di tribune coperte, e un secondo nel 1998, con l'adeguamento dell'impianto di illuminazione.